# Common Language Resources and Technology Infrastructure
Pour les articles homonymes, voir Clarin.
Common Language Resources and Technology Infrastructure, généralement désigné par son acronyme CLARIN, est un projet européen visant à développer et à réunir les ressources technologiques sur le langage.
Le projet français CNRTL en fait partie.